# Joaquim Torrens-Ibern
Joaquim Torrens-Ibern (Torredembarra, 24 de febrer de 1909 - Barcelona, 20 de març de 1975) fou un enginyer industrial i membre de la Junta de l'Associació d’Enginyers Industrials de Barcelona.
Fou professor de l’Escola de Gèneres de Punt de Canet de Mar. El 1938 participa activament en un cicle de conferències convocat per la Junta de defensa passiva de Catalunya, de la Conselleria de Treball de la Generalitat de Catalunya. El 2 de febrer de 1939 s'exilià a França, on va viure sis anys, sempre internat o en llibertat vigilada sota l’ocupació alemanya. Malgrat tot, seguí essent membre de la Junta de l’Associació d’Enginyers Industrials perquè, després de la guerra espanyola, Barbat, com a president-comissari, va constituir una Comissió Gestora que coincidia exactament amb la Junta elegida democràticament l’any 1934 on hi figurava Torrens-Ibern.
Acabada la guerra i recobrada la llibertat, es va establir a París on va seguir estudis a l'École d’Arts et Métiers i a la Universitat de la Sorbonne, a l’Institut de Statistique, de la qual obtingué l’any 1946 el grau de Statisticien diplomé. Durant la seva estada a París fou secretari del Comitè de Cultura Catalana, col·laborà en la represa de la Revista de Catalunya, formant part del comitè de redacció al costat d'Armand Obiols (redactor en cap), Just Cabot, Pompeu Fabra i Josep Carner. A París i poc abans de tornar a Catalunya (1949) es va casar amb Rachel Mazzei, filla d’italià i belga, nascuda a Brussel·les. Van tenir dos fills, en Josep Mª nascut a Barcelona l’any 1950, metge a Nancy i Maria Clara, nascuda a Barcelona el 1953, també enginyera industrial.
Director de la Secció d’Enginyeria de la Societat Catalana de Ciències Físiques, Químiques i Matemàtiques, treballà en qüestions de terminologia estadística i matemàtica.

## Obra
A partir del curs 1953-1954 s'incorpora a l’Escola d’Enginyers Industrials de Barcelona com a encarregat de Càtedra, i exerceix com a titular a partir de 1960. Hi dona a conèixer nous vessants de l'Estadística.
Col·laborà des de la seva creació el 1959 amb la Escuela de Administración de Empresas, a les branques de Dirección de Producción, de Técnicas Matemáticas de Dirección, i de Ejercicios de Simulación (Business Games).
Fou professor encarregat del curs d'Estadística Aplicada a la Psicologia, des de la seva creació el 1968 fins al 1974, a la Facultat de Filosofia i Lletres de la Universitat de Barcelona. Al començament donava classes als alumnes, però a mesura que hi va anar havent professors formats per ell, anava concentrant l’atenció en els cursos de doctorat.
Als anys seixanta va impulsar conjuntament amb el cònsol francès M. Desfontaines, la creació de l'Associació Hispano-Francesa de Cooperació Científica i Tècnica. Durant molts anys, a través d’aquesta Associació (que va perdurar més de 30 anys) s'organitzaven intercanvis entre França i Catalunya tant a nivell personal (beques del govern francès per a professors i estudiants catalans) com per a l’organització de conferències o congressos (cap al final, es va ampliar a altres regions espanyoles). Aquesta activitat li va merèixer la concessió de la condecoració de l'Ordre de Chevalier des Palmes Académiques atorgat pel Govern Francès.
Simultàniament, es convertí en impulsor de diverses iniciatives lligades al camp de l'Estadística, i molt particularment les relacionades amb l'empresa a través de nous instruments, com ara la Recerca Operacional, que adquiria en aquella època a tot el món una considerable boga a tots els organismes docents i empresarials preocupats per la millora de la gestió de les empreses per mètodes científics: teoria dels jocs, de les cues, del control d’estocs, del control de qualitat.
Conjuntament amb aquesta dedicació intensa a la seva especialitat acadèmica, Torrens-Ibern treballà per reforçar la llengua catalana col·laborant a definir i fixar terminologia rigorosa, col·laborant amb l'Institut d’Estudis Catalans. L’any 1959, en la clandestinitat, es va tornar a emprendre la Societat Catalana de Ciències Físiques, Químiques i Matemàtiques, i Torrens-Ibern en fou nomenat tresorer, i el 1973 passà a ser-ne director. L’any 1974 la secció de Ciències i Tecnologia de la Gran Enciclopèdia Catalana s'hi posà en contacte per demanar-li que s'ocupés dels articles sobre estadística. Torrens, hi posà a treballar gent del seu equip, i redactà personalment, entre d'altres, l'entrada “Estadística”.
Pocs dies abans de morir, Joaquim Torrens-Ibern va ser l’impulsor, al claustre de l'Escola d’Enginyers, de l’adhesió de l’Escola al Congrés de Cultura Catalana.
Li esdevingué la mort, de forma inesperada, com a conseqüència d’una intervenció quirúrgica, el 20 de març de 1975, en la plenitud encara de la seva tasca pedagògica.
En honor seu i a la seva memòria, els seus companys catedràtics i professors de la Universitat Politècnica de Catalunya i els professionals tècnics de diverses especialitats dels Col·legis i Associacions de Catalunya, varen instituir la Fundació Torrens-Ibern.

## Activitats
- Director del Seminario de Estadística Aplicada e Investigación Operativa
- Des de 1957; director de la revista Cuadernos de Estadística Aplicada e Investigación Operativa.
- Des de 1962; editor associat de la revista Management Science-Theory.
- De 1966 a 1969; president del Comitè Organitzador del Congrés Europeu de la Econometric Society, Barcelona, 1971.

## Llibres
- Elementos de Investigación Operativa (Barcelona, 1963)
- Estadística Aplicada a la Ingeniería (coautor amb J. Mothes, Barcelona, 1970)
- Modèles et Methodes de l’Analyse Factorielle (París, 1972)
- Tècniques cumulatives de control industrial (premi Martí i Franqués de l’Institut d’Estudis Catalans, 1974).

## Articles
- Les mesures de relació utilitzades en estadística biològica (1937)
- Qu’est ce que la Statistique? (1956)
- Una analyse factorielle des sables de moulage (1958)
- La aplicación de los métodos estadísticos en el control de la calidad de las fundiciones (1959)
- Nociones de introducción en la Investigación Operativa (1961)
- Plans d’experiences pour l’étude de régressions multiples (1961)
- Nouveaux résultats pour le contrôle statistique des prévisions économiques (1974)
- La automatización del control mediante conceptos estadísticos (1975)